# Ekonomika Mexika
Ekonomika Mexika je rozvojová se smíšenou tržní ekonomikou. V roce 2024 byla 13. největší na světě z hlediska nominálního HDP a podle parity kupní síly. Od krize v roce 1994 administrativy zlepšily makroekonomické základy země. Mexiko nebylo významně ovlivněno jihoamerickou krizí v roce 2002 a po krátkém období stagnace v roce 2001 si udrželo pozitivní, i když nízké tempo růstu. Mexiko však bylo jednou z latinskoamerických zemí nejvíce postižených recesí v roce 2008, přičemž jeho hrubý domácí produkt se v ten rok snížil o více než 6 %. Mezi zeměmi OECD má Mexiko poměrně silný systém sociálního zabezpečení; sociální výdaje činily zhruba 7,5 % HDP.
Mexická ekonomika si udržela vysokou makroekonomickou stabilitu a snížila inflaci a úrokové sazby na rekordně nízkou úroveň. Navzdory tomu přetrvávají značné rozdíly mezi městským a venkovským obyvatelstvem, severními a jižními státy a bohatými a chudými. Mezi nevyřešené problémy patří modernizace infrastruktury, modernizace daňového systému a pracovního práva a snižování příjmové nerovnosti. Daňové příjmy, 19,6 procenta HDP v roce 2013, byly nejnižší mezi 34 zeměmi OECD. Hlavním problémem, kterému Mexiko čelí, je míra chudoby a přetrvávající vysoké regionální nerovnosti. Nedostatek formalit, finanční vyloučení a korupce omezují růst produktivity. Střednědobé vyhlídky růstu byly také ovlivněny nižším podílem žen v pracovní síle a investice nebyly od roku 2015 silné.
Ekonomika zahrnuje rychle se rozvíjející moderní průmyslová odvětví a sektory služeb s rostoucím soukromým vlastnictvím. Nedávné administrativy rozšířily konkurenci v přístavech, železnicích, telekomunikacích, výrobě elektřiny, distribuci zemního plynu a na letištích, aby modernizovaly infrastrukturu. Jako exportně orientovaná ekonomika je více než 90 % mexického obchodu v rámci dohod o volném obchodu (FTA) s více než 40 zeměmi, včetně Evropské unie, Japonska, Izraele a velké části Střední a Jižní Ameriky. Nejvlivnější FTA dohoda je mezi Spojenými státy, Mexikem a Kanadou (USMCA), která vstoupila v platnost v roce 2020 a byla podepsána v roce 2018 vládami Spojených států, Kanady a Mexika. V roce 2006 představoval obchod se dvěma severními partnery Mexika téměř 90 % jeho vývozu a 55 % dovozu. Nedávno Kongres schválil důležité daňové, penzijní a soudní reformy. V roce 2023 mělo Mexiko 13 společností na seznamu největších světových společností žebříčku Forbes Global 2000.